# Хресний хід

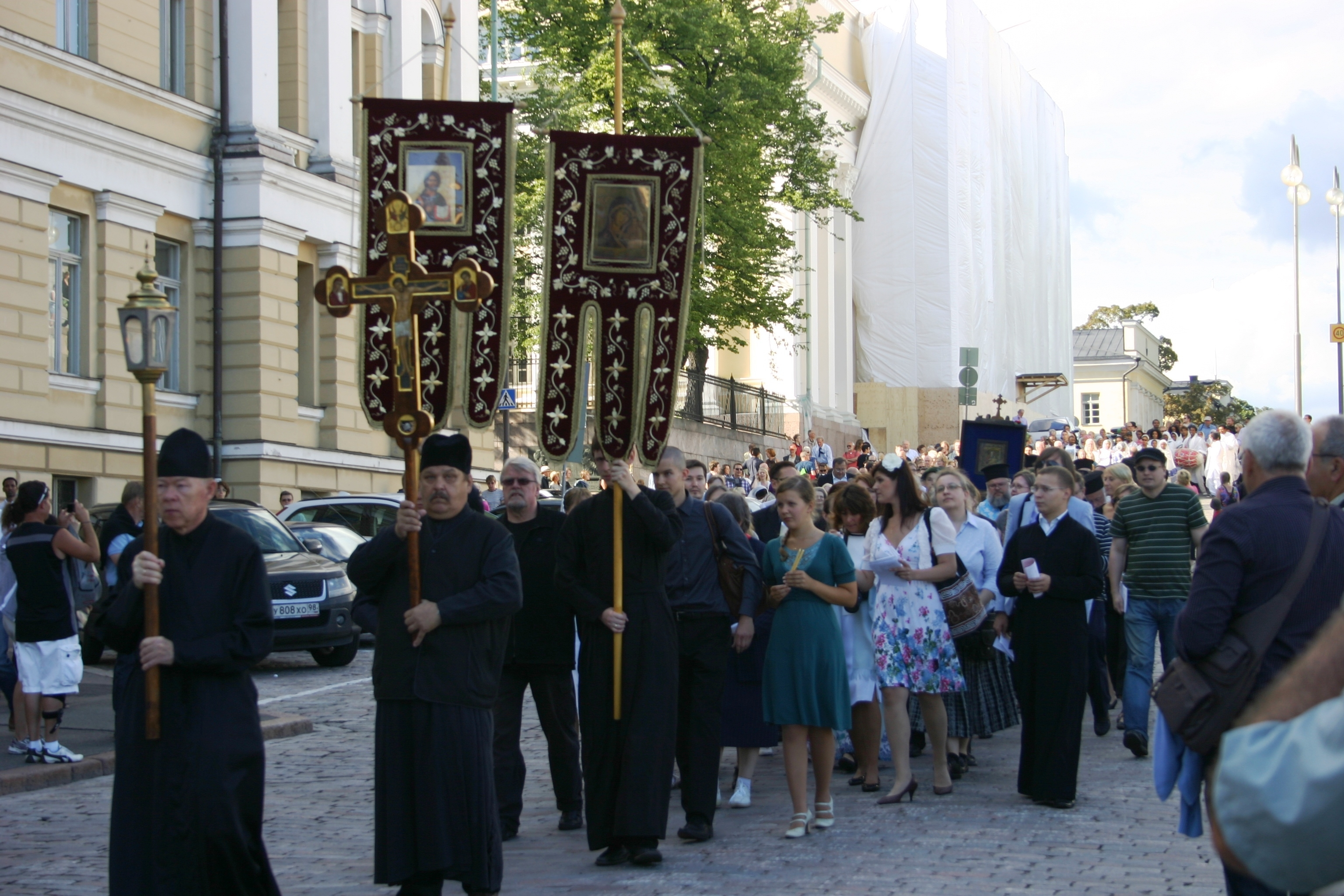
Хресний хід у Російській Православній церкві.

Хре́сний хід, хре́сна хода́, хре́сний похі́д — урочиста церковна хода з великим хрестом (від його несення на початку процесії вона й отримала свою назву), іконами і хоругвами навколо храму чи з одного храму в інший (наприклад, у Великдень — навколо церкви, на Хрещення — на водосвяття), або від одного місця до іншого (наприклад, від храму до річки для освячення води, від поховання мученика до освячення нового храму його імені, навколо міст і т. д.). Також — процесія (лат. processio).

## Походження
До прообразів хресних ходів відносять ряд описаних в Старому Завіті історій:
- Шлях євреїв з Єгипту в Землю Обітовану;
- Урочисте семикратне обнесення Ковчегом Завіту стін Єрихону;
- Урочисті перенесення Ковчега Завіту царями Давидом і Соломоном за участю народу.

## Порядок вчинення
Хресні ходи відбуваються як в спеціально встановлені дні (Великдень, Хрещення Господнє, Винесення чесних древ Животворящого Хреста Господнього, свята на честь особливо шанованих святих та ікон, так і у зв'язку з конкретними обставинами, що не мають постійних дат (початок і кінець сільськогосподарських робіт, посуха, безперервні дощі, епідемії та ін.) Наприклад, якщо хресна хода проводиться на молебні про дарування дощу, тоді хода прямує з храму на поле.
Хресна хода в Російській православній церкві відбувається проти руху сонця (проти годинникової стрілки, противосолонь), у старообрядців — по руху сонця (посолонь). Беруть участь у ній священно- та церковно- служителі, які йдуть у повному вбранні, під час ходи співається молебний канон.

У XXI столітті з'явилася форма хресної ходи з використанням технічних засобів.

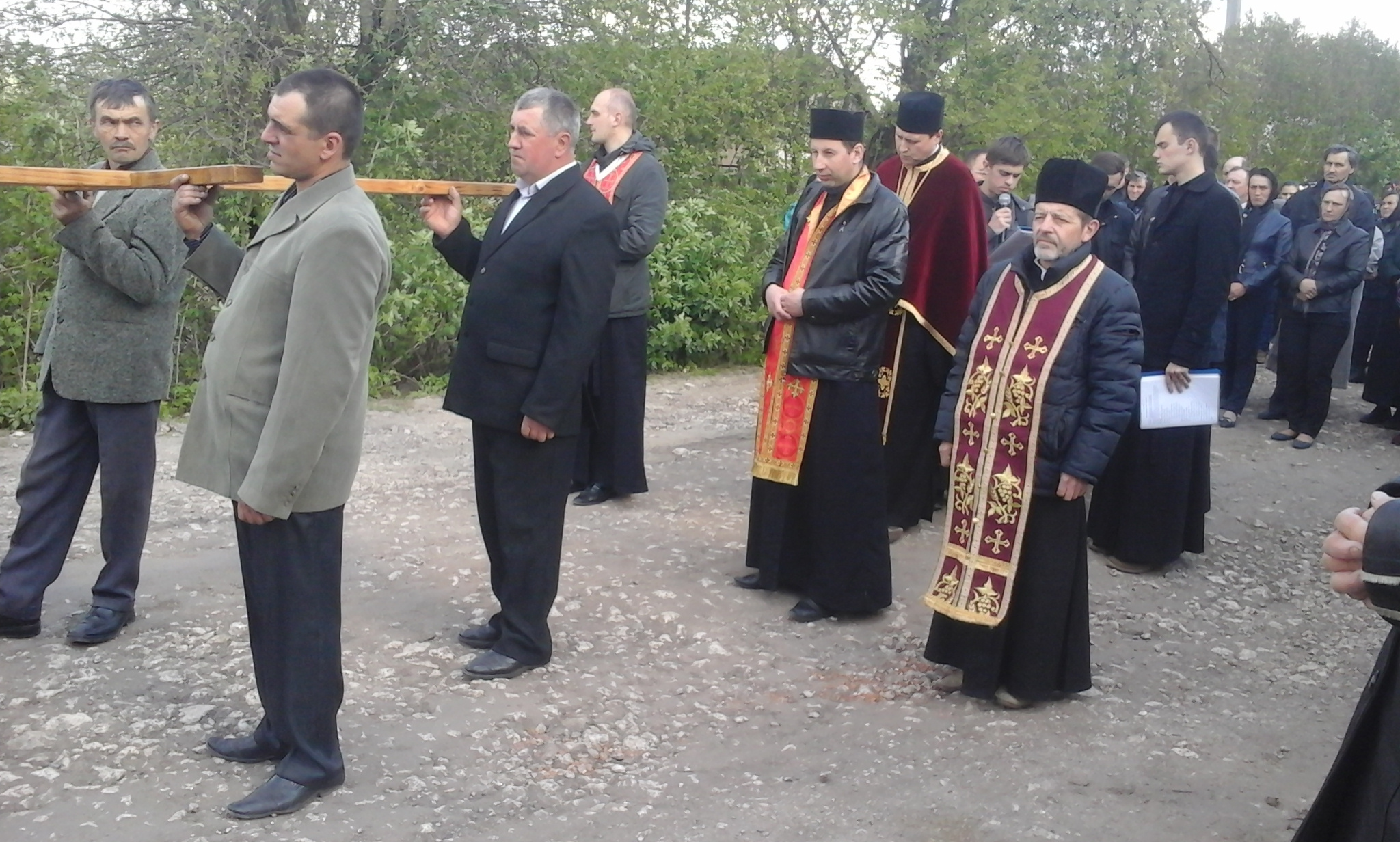
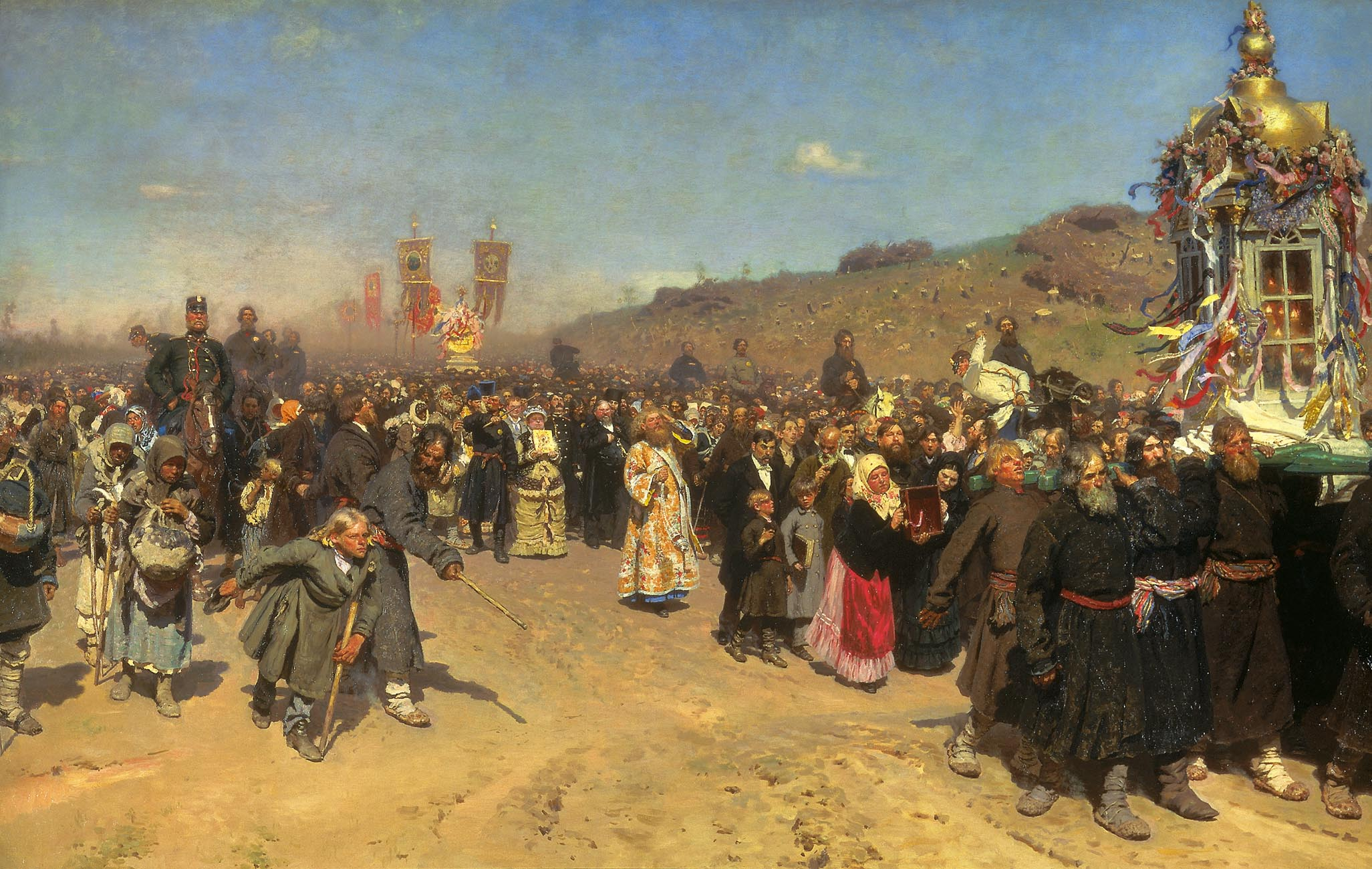
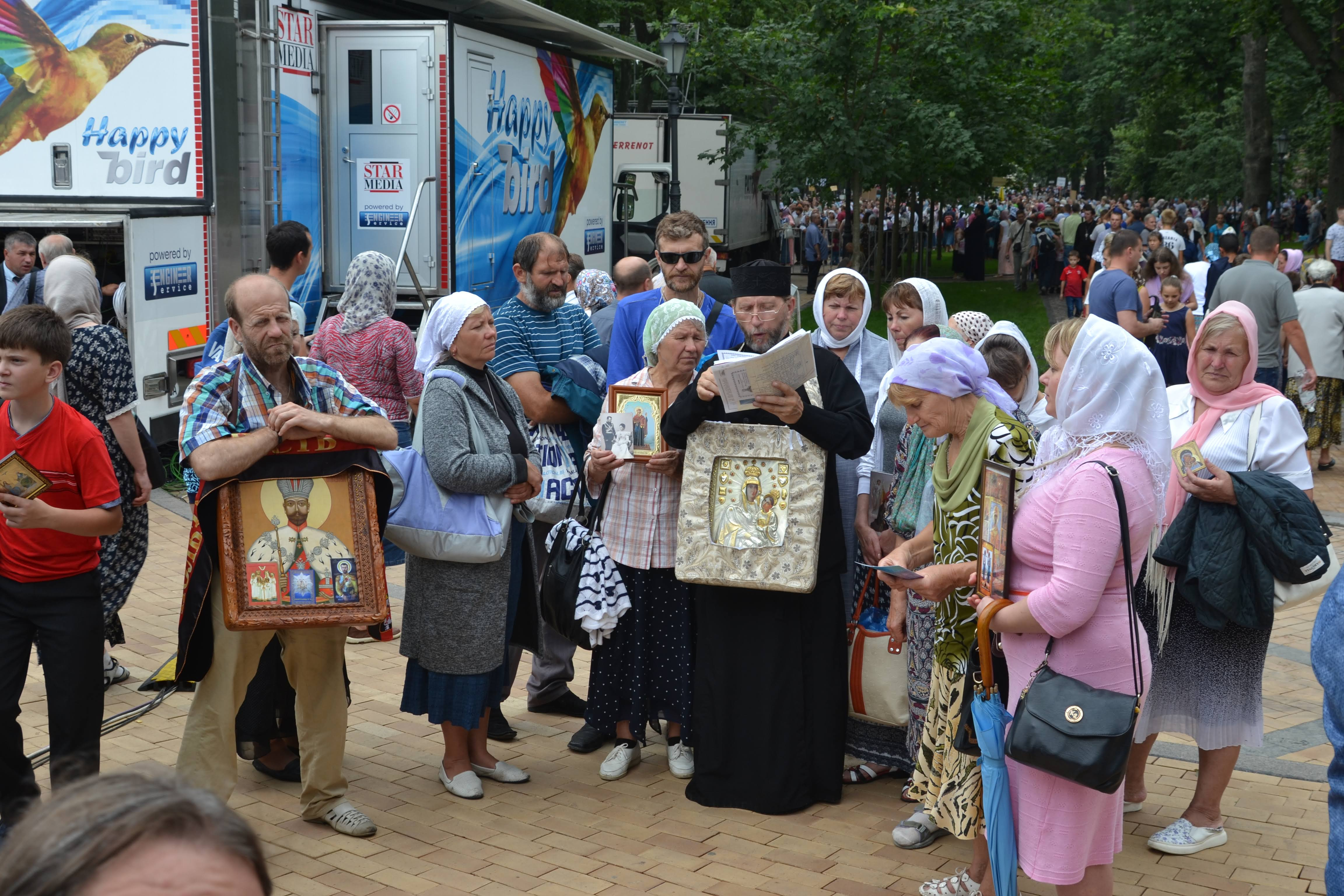
Хресний хід  УПЦ МП 2018 року 27 липня
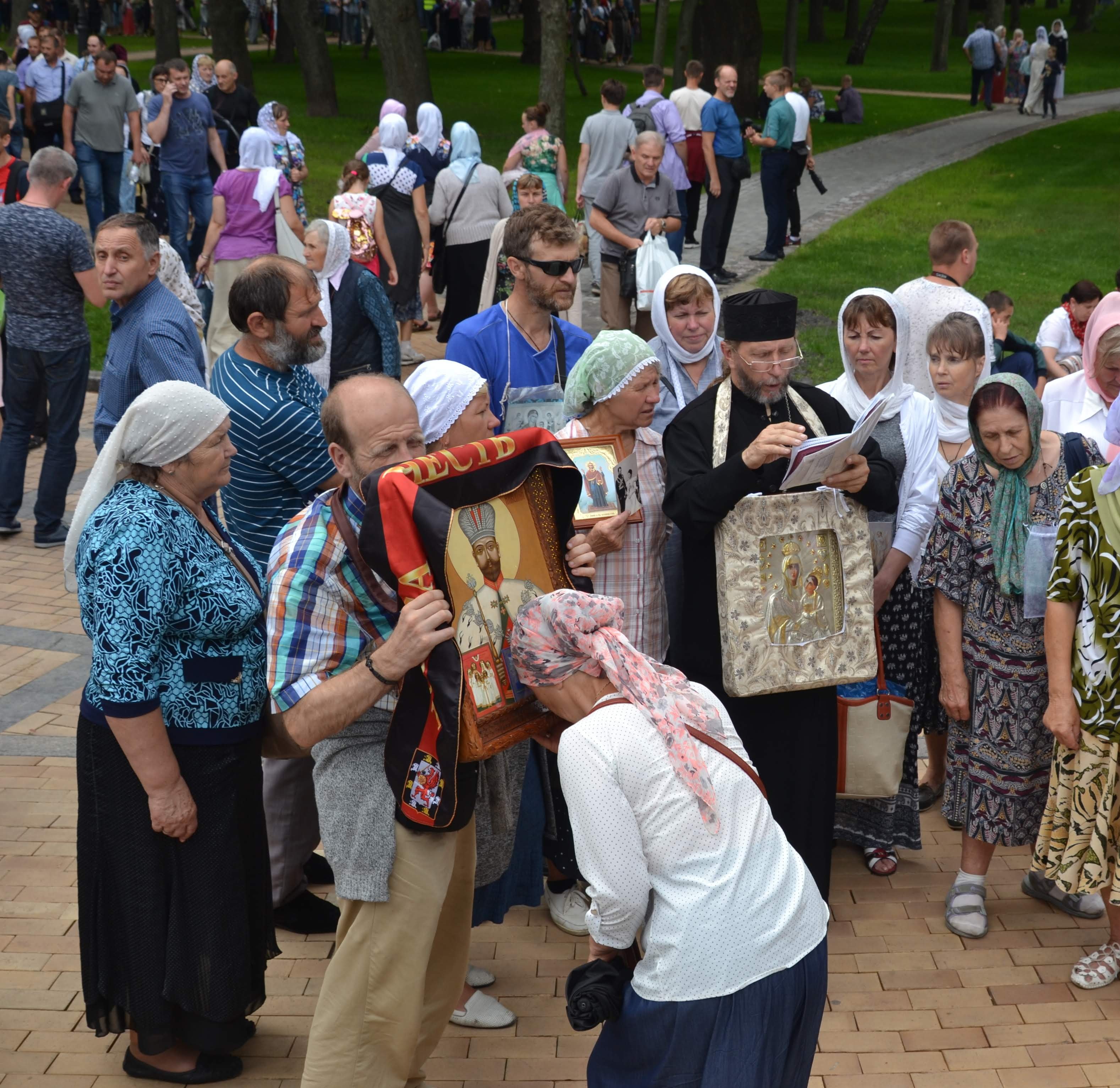
Хресний хід  УПЦ МП 2018 року 27 липня